# Peter Borg
Peter Borg, född 1964 i Malmö, är en svensk filmregissör, manusförfattare och skådespelare. Borg är känd för humor-skräckfilmen Scorched Heat (1987) med Harald Treutiger i huvudrollen och den svensk-amerikanska spökthrillern Sounds of Silence (1989). Andra filmer som han regisserat och spelat olika roller i är ungdomsdramat Linda och splatterfilmen Fränder (Next of Kin). Många av filmerna är inspelade i Skåne och då oftast tillsammans med producenten Johan Dernelius och manusförfattaren Anders Jönsson. Numera arbetar Peter Borg mest med reklam- och företagsfilm.